# Crossoglossa blephariglottis
Crossoglossa blephariglottis là một loài thực vật có hoa trong họ Lan. Loài này được (Schltr.) Dressler ex Dodson mô tả khoa học đầu tiên năm 1993.